# Třída Halifax
Třída Halifax (jinak též třída City) je třída vrtulníkových fregat Kanadského královského námořnictva. Celkem bylo postaveno 12 jednotek této třídy. Nástupce torpédoborců třídy Iroquois a fregat třídy Halifax má vzejít z torpédoborců třídy Fraser.

## Stavba
Skládá se z celkem 12 jednotek Halifax, Vancouver, Ville de Québec, Toronto, Regina, Calgary, Montréal, Fredericton, Winnipeg, Charlottetown, St. John's a Ottawa, postavených v letech 1987–1996. Všechny jednotky jsou stále v aktivní službě. Stavbu prováděly loděnice Saint John Shipbuilding Ltd., Saint John a MIL Group Davie Shipyard, Lauzon.
Jednotky třídy Halifax:
| Jméno                      | Loděnice                 | Spuštěna           | Vstup do služby   | Status  |
| -------------------------- | ------------------------ | ------------------ | ----------------- | ------- |
| HMCS Halifax (330)         | Saint John Shipbuilding  | 30. května 1988    | 29. června 1992   | aktivní |
| HMCS Vancouver (331)       | Saint John Shipbuilding  | 8. července 1989   | 23. srpna 1993    | aktivní |
| HMCS Ville de Québec (332) | MIL Group Davie Shipyard | 16. května 1991    | 14. července 1994 | aktivní |
| HMCS Toronto (333)         | Saint John Shipbuilding  | 15. června 1991    | 29. července 1993 | aktivní |
| HMCS Regina (334)          | MIL Group Davie Shipyard | 25. listopadu 1991 | 30. září 1994     | aktivní |
| HMCS Calgary (335)         | MIL Group Davie Shipyard | 28. srpna 1992     | 12. května 1995   | aktivní |
| HMCS Montréal (336)        | Saint John Shipbuilding  | 28. února 1992     | 21. července 1994 | aktivní |
| HMCS Fredericton (337)     | Saint John Shipbuilding  | 26. července 1993  | 10. září 1994     | aktivní |
| HMCS Winnipeg (338)        | Saint John Shipbuilding  | 25. července 1994  | 23. června 1995   | aktivní |
| HMCS Charlottetown (339)   | Saint John Shipbuilding  | 1. října 1994      | 9. září 1995      | aktivní |
| HMCS St. John's (340)      | Saint John Shipbuilding  | 12. února 1995     | 24. června 1996   | aktivní |
| HMCS Ottawa (341)          | Saint John Shipbuilding  | 22. listopadu 1995 | 28. září 1996     | aktivní |

## Konstrukce

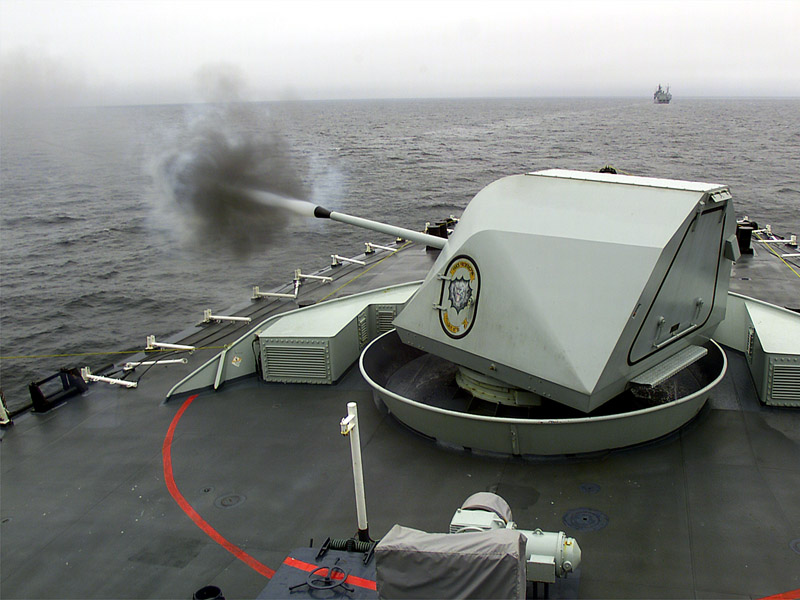
Kanón Bofors L/70 Mk2

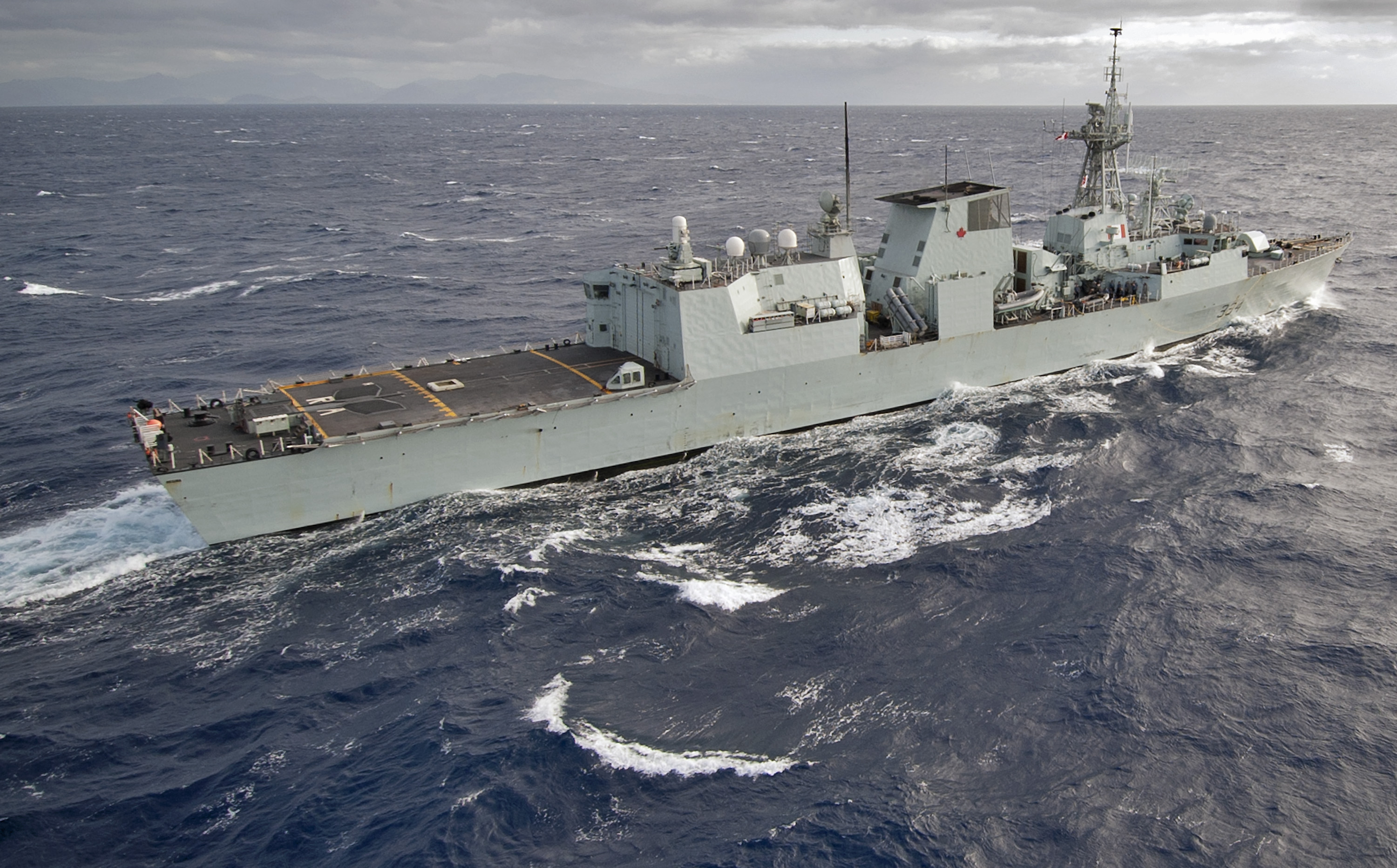
HMCS Regina (FFH-334)

Hlavňovou výzbroj tvoří jeden 57mm kanón Bofors L/70 Mk2 v dělové věži na přídi a jeden hlavňový systém blízké obrany Phalanx s 20mm rotačním kanónem M61 Vulcan. Původní protiletadlovou výzbroj tvořilo jedno osminásobné vypouštěcí zařízení protiletadlových řízených střel krátkého dosahu RIM-7 Sea Sparrow se zásobou 16 střel. Později ale bylo nahrazeno stejným počtem modernějších střel RIM-162 ESSM. K ničení hladinových cílů slouží osm protilodních střel RGM-84 Harpoon Block 1C. Protiponorkovou výzbroj tvoří dva tříhlavňové 324mm protiponorkové torpédomety Mk 32 pro lehká torpéda Mk 46. Na palubě se nachází přistávací plocha a hangár pro jeden těžký protiponorkový vrtulník CH-124 Sea King či CH-148 Cyclone.
Pohonný systém je koncepce CODOG. Tvoří ho dvě plynové turbíny General Electric LM2500 pro bojové situace a dva diesely SEMT-Pielstick 20PA6V-280 pro ekonomickou plavbu. Nejvyšší rychlost lodí je 29 uzlů.

### Modernizace
Roku 2005 byla zahájena příprava rozsáhlé střednědobé modernizace všech fregat třídy Halifax v rámci programu Halifax-Class Modernization/Frigate Life Extension (HCM/FELEX). Jako první byla v září 2010 zahájena modernizace fregat Halifax a Calgary. Modernizovány je bojový řídící systém, elektronika, senzory, systémy elektronického boje i výzbroj plavidel. Cena kontraktu je 4,3 miliardy kanadských dolarů. Modernizaci provádějí loděnice Seaspan ve Vancouveru a Halifax Shipyard v Halifaxu. Jako poslední byla roku 2016 dokončena fregata Toronto. V červnu 2018 bylo rozhodnuto vybavit fregaty obranným systémem Rheinmetall MASS a v srpnu téhož roku získala společnost Lockheed Martin Canada kontrakt na modernizaci systémů elektronického boje, označenou RAMSES. V letech 2021–2026 mají fregaty dostat nový víceúčelový 3D radar Saab Sea Giraffe AMB.
Od roku 2018 běží program modernizace sonarových systémů Underwater Warfare Suite Upgrade (UWSU).

## Operační služba
Fregata Fredericton dne 18. listopadu 2016 navštívila přístav Havana a stala se po více než 50 letech první kanadskou válečnou lodí, která připlula na Kubu.
Fregata Montréal bude v letech 2016–2020 sloužit jako zkušební plavidlo pro vývoj nejmodernějších kanadských protiponorkových vrtulníků Sikorsky CH-148 Cyclone a také pro ověření postupů pro jejich nasazení.